# Nóvita
Nóvita es un municipio colombiano ubicado en el departamento de Chocó, fundado en 1709.

## División Político-Administrativa
Además de su Cabecera municipal. Nóvita tiene bajo su jurisdicción los siguientes Centros poblados:
- El Cajón
- El Tambito
- El Tigre
- La Puente
- Pindaza (La Playita)
- San Lorenzo
- Santa Rosa
- Sesego

#### Resguardo Indígena
- Sabaletas-San Onofre-El Tigre

## Historia
El caserío estaba a orillas del río Tamaná y se trasladó a la quebrada Nóvita en 1709 por la abundancia de oro. En 1739 se formó la provincia del Chocó, reuniendo las tenencias de Nóvita, Quibdó y Baudó, designándose a Nóvita como su capital. En 1813 declaró la independencia absoluta de España. El 25 de mayo de 1816 Julián Bayer, bajo las órdenes de Pablo Morillo, derrota y fusila en Nóvita al patriota Miguel Buch, gobernador de la Provincia de Santa Fe. En 1854 se trasladó el poblado al lugar que hoy ocupa, con el nombre de San Jerónimo de Nóvita.

## Actividades económicas
- La agricultura (plátano, arroz, maíz, yuca y frutas).
- La minería (plata, oro y platino).
- El comercio.

## Sitios turísticos
- El templo principal de la cabecera municipal es admirado por los valiosos ornamentos sagrados de oro y plata que se encuentran los cuales fueron donados por los feligreses.
- La Quebrada de Máncamo, en el centro poblado San Lorenzo,
- La Quebrada de las Piedras, en el centro poblado El Tambito,
- La Quebrada de Arrastradero, en la vía que conduce al centro poblado El Tigre,
- La Quebrada de Aguas Claras, en la vereda que lleva en mismo nombre e igual que la quebrada del Tigre,
- Nóvita Viejo, el lugar donde antiguamente existió la población.

## Personas destacadas

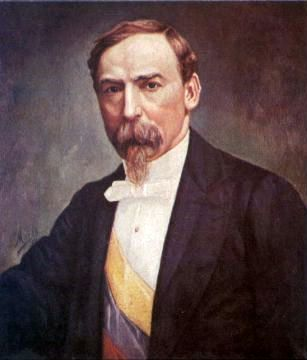
Carlos Holguín Mallarino.

- Carlos Holguín Mallarino: Presidente de Colombia entre 1888 y 1892. Nació en Nóvita el 11 de julio de 1832 y murió en Bogotá el 19 de octubre de 1894.